# Matke
Matke su naselje u slovenskoj Općini Prebold. Matke se nalaze u pokrajini Štajerskoj i statističkoj regiji Savinjskoj.
Selo se prostire od 300 do 700 m nadmorske visine. Matke su podijeljene na zaselke: Matke, Brda, Zahom, Pod mrzlica, Hom i Golava. Kroz selo teče potok Kolja, koji se ulijeva u Savinju. Selo leži na rubu Savinjske doline i već ima neke predalpske značajke. Zaštitnik mjesta je sv. Magdalena-Hom, čija je crkva sagrađena u 14. stoljeću. Karakteristično je da je zvonik odvojen od crkve. Izgrađen je 1725. godine. Dobrovoljno vatrogasno društvo PGD Matke također se nalazi u mjestu.

## Stanovništvo
Prema popisu stanovništva iz 2019. godine naselje je imalo 353 stanovnika.